# New Holland (Ohio)
New Holland – wieś w Stanach Zjednoczonych, w stanie Ohio, w hrabstwie Pickaway.